# 上村健太郎
上村 健太郎（うえむら けんたろう、1908年（明治41年）7月18日 - 1981年（昭和56年）8月4日）は、兵庫県出身の内務官僚、航空自衛官、実業家である。初代航空幕僚長。位階は従三位。

## 経歴
1908年（明治41年）7月18日、兵庫県で陸軍中将・上村良助の長男として生まれる。東京府立四中、旧制一高卒業。府立四中、一高同期に河野一之、佐々木直がいる。1930年（昭和5年）、東京帝国大学法学部政治学科卒業し、内務省に入省。秋田県属。1944年（昭和19年）8月、警視庁官房主事。1945年（昭和20年）4月、警視庁特別高等警察部長に就任。
1952年（昭和27年）9月、保安庁長官官房長。1954年（昭和29年）7月、初代航空幕僚長に就任。防衛庁発足にともない首脳部入れ替えを企画した保安庁長官の木村篤太郎は、次長を増原惠吉から上村に変更しようとしたが、上村は「増原の後任に座ることは困る」と固辞し航空幕僚長に就任した。
上村の空幕長就任の背景には、警察予備隊（保安隊）・海上警備隊より遅れて発足した航空自衛隊の初代幕僚長の座をめぐって旧陸海軍の出身者が争ったため、文官である警察（内務省）出身者である上村に白羽の矢が立ったということがある。
1956年（昭和31年）7月3日、退官。1957年（昭和32年）7月、調達庁長官に就任。
1958年（昭和33年）4月、総理府総務副長官（事務担当）に就任（2ヶ月間）。1960年（昭和35年）4月、日本道路公団副総裁に就任。1962年（昭和37年）3月、岸道三の後任として日本道路公団総裁に就任し、1966年（昭和41年）5月まで務めた。1968年（昭和43年）、東京12チャンネルプロダクション（現在のテレビ東京）社長に就任し、1969年（昭和44年）11月まで務めた。1972年（昭和47年）、立飛企業社長に就任し、のちに会長を務めた。1981年（昭和56年）8月4日、死去。従三位・勲二等旭日重光章を叙勲。

## 栄典
- 勲二等旭日重光章 - 1981年（昭和56年）8月4日[6]